# Faixa de segurança
Faixa de segurança, faixa de pedestres (português brasileiro) ou passagem de peões, passadeira (português europeu) são expressões que designam uma sinalização urbana constituída por uma série de faixas que delimitam a área determinada para a travessia pedestre de ruas, avenidas e vias em geral. As faixas de segurança são, geralmente, constituídas de retângulos brancos sucessivos transversais à via atravessada.

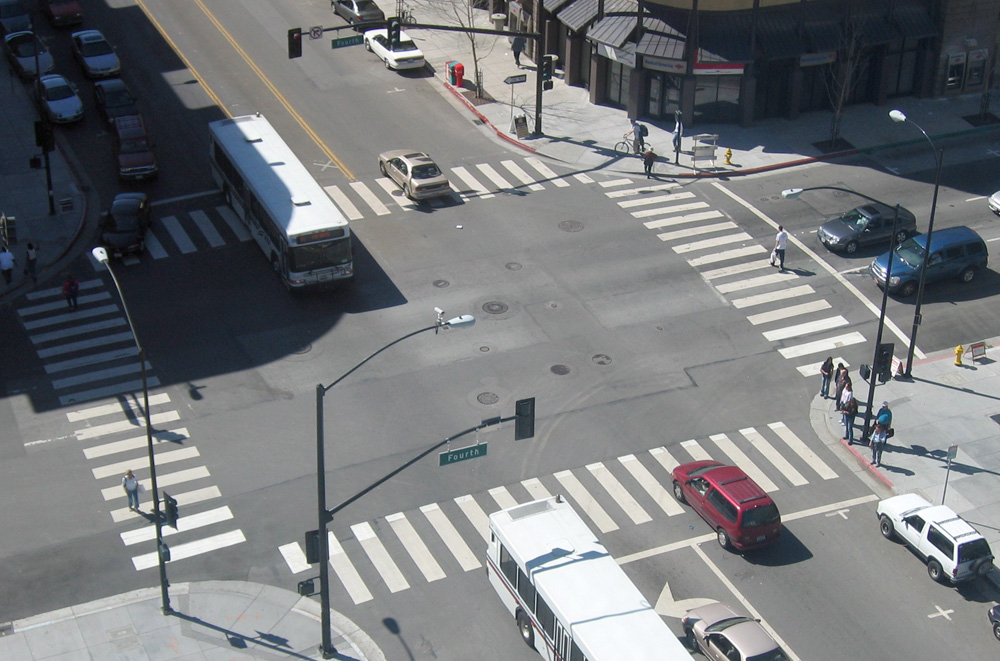
Faixas de segurança

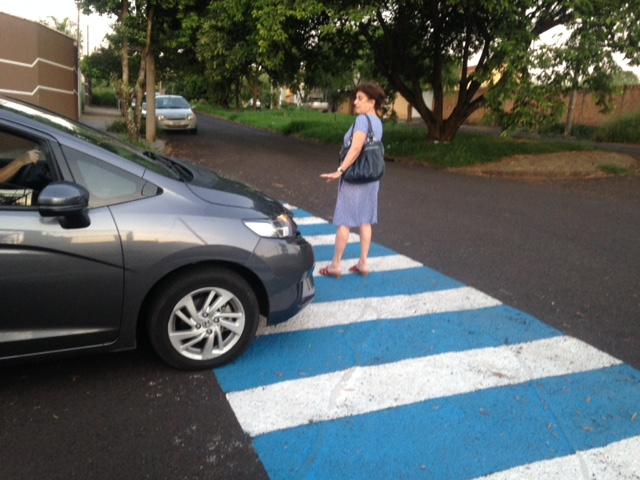
Conflito entre carro e pedestre sobre uma faixa.

Um botão em um poste às vezes pode existir para acionar o semáforo e permitir uma travessia mais segura da faixa de pedestres.

## Sinal do pedestre
Em algumas cidades do Brasil, como Porto Alegre, Brasília e Vitória, existe um novo sinal que o pedestre pode fazer indicando que ele deseja atravessar na faixa de segurança onde não existe sinaleira: a pessoa deve esticar o braço com a palma da mão voltada para os carros, esperar os veículos pararem e atravessar na faixa. Este sinal é como um diálogo entre o pedestre e o motorista, e foi criado para aumentar a percepção e respeito mútuo entre motoristas e pedestres. O novo sinal não é lei, mas é permitido pelo Código de Trânsito Brasileiro.

## Citação nas artes
A famosa capa do álbum Abbey Road (1969), dos Beatles, mostra os integrantes da banda atravessando uma faixa de pedestres a poucos metros do estúdio Abbey Road, onde gravavam o álbum.